# Joan Vilatobà i Fígols
Joan Vilatobà i Fígols, né à Sabadell dans la province de Barcelone le 15 novembre 1878  et mort dans la même ville le 1954, est un photographe pictorialiste catalan de nationalité espagnole, peintre et enseignant.

## Biographie
Né le 15 novembre 1878 dans une famille cultivée de Sabadell, Joan Vilatobà fait un voyage en France et en Allemagne et vit à Toulouse et Paris. À son retour, il ouvre un studio de photographie à Sabadell, se forgeant une réputation de bon portraitiste. Joan Vilatobà a eu différents élèves, dont Rafael Molins Marcet.

## Expositions
- Círculo de Bellas Artes, Madrid
- Galerías Layetanas (es), Barcelone

## Prix et récompenses
- Médaille d'or de l'exposition nationale de Madrid de 1905